# جان اسچاک
جان اسچاک (انگلیسی: John Schuck؛ زادهٔ ۴ فوریهٔ ۱۹۴۰) یک هنرپیشه اهل ایالات متحده آمریکا است. وی از سال ۱۹۶۹ میلادی تاکنون مشغول فعالیت بوده‌است.
از فیلم‌ها یا برنامه‌های تلویزیونی که وی در آن نقش داشته است می‌توان به نفرین عقرب یشمی، پیشتازان فضا ۴: سفر به خانه، مش، همرسمیت بیرون است، دیک تریسی، مک‌بی و خانم میلر، ازدواج مقدس، شوالیه شیطان و میدوی اشاره کرد.